# 臺中市立圖書館沙鹿深波分館
24°13′59.7″N 120°33′50″E / 24.233250°N 120.56389°E
臺中市立圖書館沙鹿深波分館，是位於臺中市沙鹿區的公共圖書館，隸屬臺中市立圖書館，1988年由味丹企業捐款興建，1989年竣工，佔地約 4,797 平方公尺。位於沙鹿區公園內、鄰近沙鹿區公所。

## 歷史
1988年，工廠設於沙鹿的味丹企業，為響應臺灣省政府「鄉鄉有圖書館」政策，出資興建圖書館，並以該企業董事長楊深波之名命名為「沙鹿鎮立深波圖書館」。

電影類圖書是深波圖書館的特色之一，自1996年開始在此任職的圖書管理員陳錫冬致力於電影書籍的收藏。
2002年，陳錫冬館長向文建會地方文化館申請經費，克服困難將圖書館的視聽中心打造成電影院。「沙鹿電影藝術館」於2004年正式成立，隔年開始營運。
此外也成立了「塵市音像讀書會」，免費培訓圖書館志工學習影像製作。多年來已有許多成果，如影片《孵一個電影夢》、《鎮民的書房》，以及台中縣立文化中心編織工藝館委託的《台中縣立文化中心編織工藝館20週年紀錄短片》。
2003年深波圖書館發起了「閱讀起步走」（Bookstart）零歲閱讀運動，是臺灣第一個引進Bookstart的圖書館；這活動八年的點點滴滴拍成了紀錄片《種子》。

2010年隨台中縣市合併升格為直轄市，沙鹿鎮一併改制為沙鹿區，圖書館名稱也改為「臺中市沙鹿區深波圖書館」。臺中市政府文化局成立臺中市立圖書館總館後，本圖書館名稱改為「臺中市立圖書館沙鹿深波分館」。
圖書館側面的外牆上亦有著「451 °F」的字樣，即致敬美國作家雷·布萊伯利所著的小說《華氏451度》。

## 活動
沙鹿電影藝術館

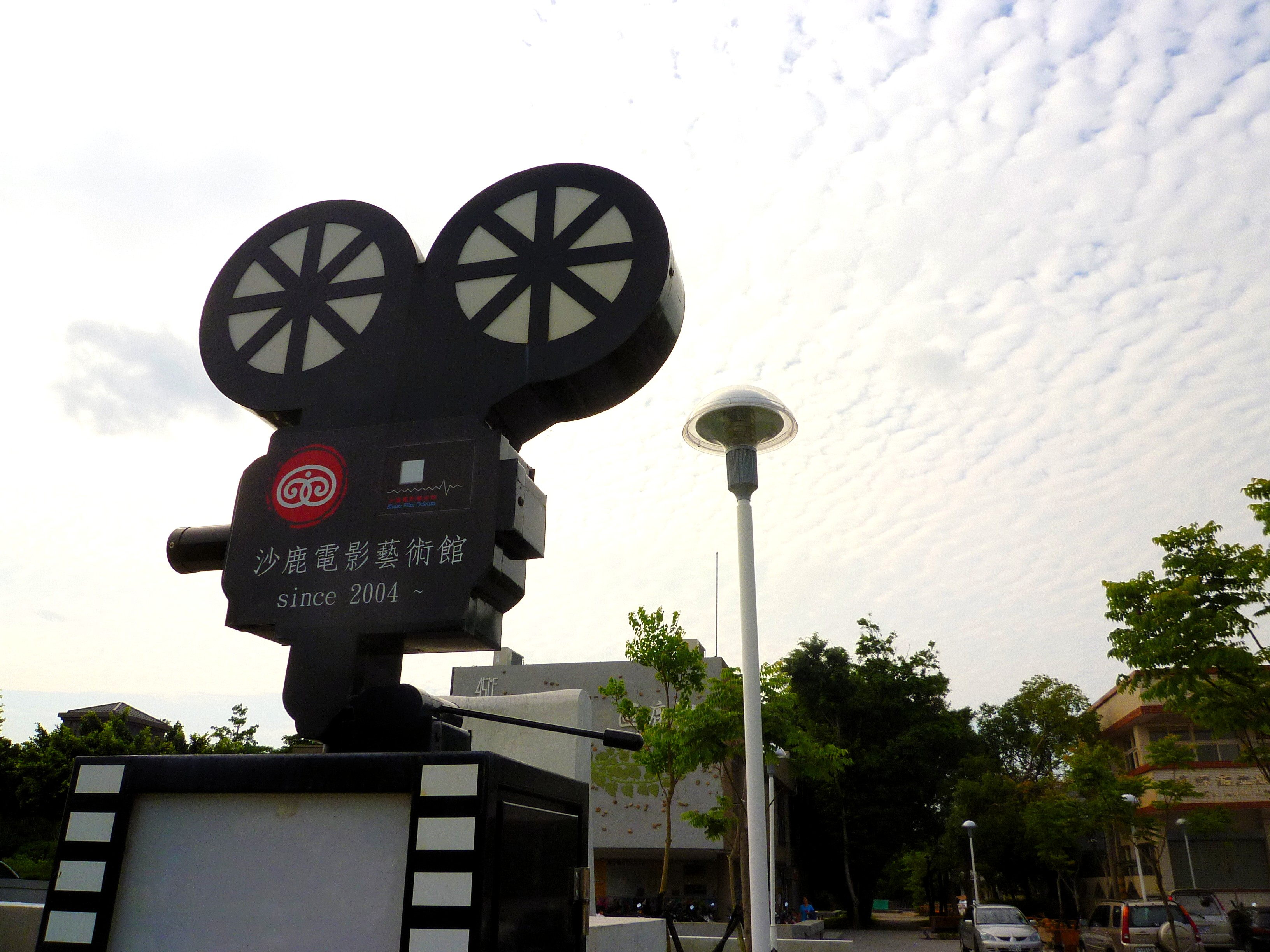
沙鹿電影藝術館標示。

配合深波圖書館所收藏的電影書籍，沙鹿電影藝術館由陳錫冬館長於2004年創立，播放各式電影、紀錄片。
電影院設有 80 個座位，提供沙鹿民眾欣賞好電影的去處。
每週六、日固定放映兩場電影，週二至週四平常日下午一場，週五試片。同時不定期舉辦電影講座和露天電影院活動。
Bookstart 閱讀起步走
Bookstart 起源於英國伯明罕。陳錫冬館長偶然機會下看到天下雜誌的相關報導，研讀相關資料後發覺其優點，遂在深波圖書館推行此活動。
在2003年，由沙鹿鎮衛生所篩選出五十名剛出生的嬰兒，贈送其家長圖書禮物包。希望藉由親子閱讀，營造家庭的閱讀風氣。
禮物包包括親子閱讀導讀手冊、繪本以及借書證。圖書館也組織志工協助輔導，組成親子讀書會彼此分享讀書經驗。

多年來已見成效，然而仍有許多成長空間。另外單由圖書館宣傳效果有限，需要政府單位，如：衛生機關，多加配合宣導。

電影藝術館
位於深波圖書館二樓演講廳，安排中外各國電影欣賞及主題賞析、放映場次時間每周五、六、日下午14:00及每周六、日上午10:00。
朗讀書香音樂會
由圖書館提供場地、琴房，於每個月的第三個星期日早上09:30演出。接受 25 個表演團體或個人的申請。
讀書會
親子讀書會(每月雙周五19:00~20:30)、書藝漢文讀書會(每周三19:00~21:00)、塵市音像讀書會(每月第三周日13:30~16"30)。

## 樓層配置
| 一樓／ | 服務台、童書特區、語言文學書區、新到圖書區、年度好書專櫃、多元文化書區       |
| 二樓／ | 總圖書區、演講廳、青少年書區、期刊特區、電影圖書特區、外借期刊區、視聽資料區 |

## 外部連結
- 臺中市立圖書館
- 臺中市立圖書館沙鹿深波分館fb （页面存档备份，存于）
- 沙鹿電影藝術館部落格 （页面存档备份，存于）